# On Your Side
Albums de Magnet
Quiet & Still
(2000) The Tourniquet
(2005)
On Your Side est le deuxième album de Magnet, sorti initialement en Norvège en juin 2003. Il contient une reprise de Bob Dylan, « Lay Lady Lay » avec la participation de Gemma Hayes.

## Titres
1. « Everything's Perfect » – 3:58
2. « Last Day of Summer » – 4:41
3. « Where Happiness Lives » – 3:36
4. « On Your Side » – 5:26
5. « The Day We Left Town » – 3:59
6. « Nothing Hurts Now » – 3:47
7. « Lay Lady Lay » - featuring Gemma Hayes – 4:38
8. « Overjoyed » – 4:30
9. « I'll Come Along » – 4:23
10. « My Darling Curse » – 4:32
11. « Smile To The World » – 6:03
12. « Chasing Dreams » (US Bonus Track) - 4:22
13. « Wish Me Well » (US Bonus Track) - 3:09
14. « Little Miss More Or Less » (US Bonus Track) - 3:49

## Singles
- « Where Happiness Lives » sur Where Happiness Lives EP (3 juin 2002)
- « Chasing Dreams » sur Chasing Dreams EP (23 septembre 2002)
- « The Day We Left Town » sur The Day We Left Town EP (21 avril 2003)
- « Last Day of Summer » (24 novembre 2003)
- « Lay Lady Lay » (22 mars 2004)